# Валтер II фон Дорщат
Валтер II фон Дорщат (на немски: Walter von Dorstadt; * ок. 1335; † сл. 1404) е благородник от род фон Дорщат в района на Волфенбютел в Долна Саксония. Родът е наричан също графове фон Шладен.
Той е син на Буркхард фон Дорщат († 11 ноември 1357) и съпругата му Ютта фон Найндорф, дъщеря на Йордан фон Найндорф. Внук е на Валтер фон Дорщат († сл. 1322) и фон Волденберг, дъщеря на граф Буркард II фон Вьолтингероде-Волденберг († 1273). Брат му Лудвиг е домхер в Магдебург и Наумбург.

## Фамилия
Валтер фон Дорщат се жени за София фон Регенщайн (* 1328; † сл. 10 декември 1386), дещеря на граф Албрехт II фон Регенщайн († 1347/1351) и принцеса Юта (Юдит) фон Анхалт-Цербст (* 1316), дъщеря на княз Албрехт I фон Анхалт-Цербст († 1316) и втората му съпруга Агнес фон Бранденбург († 1329), дъщеря на маркграф Конрад от Бранденбург-Стендал. Те имат един син:
- Еберхард († 1416)/ или Бернхард II фон Дорщат († 1425), женен за Елизабет фон Шауенбург-Холщайн († сл. 1425), дъщеря на граф Ото I фон Холщайн-Шауенбургг-Пинеберг († 1404) и принцеса Матилда фон Брауншвайг-Люнебург († 1410).[3]

Валтер фон Дорщат има и извънбрачна дъщеря:
- Маргарета, приореса